# Kingstown
|  | No s'ha de confondre amb Kingston. |

|  | Per a altres significats, vegeu «Kingstown (desambiguació)». |

Kingstown, amb una població estimada de 25.000 habitants (2010), és el port principal de l'illa de Saint Vincent i la capital de l'estat insular caribeny de Saint Vincent i les Grenadines. Kingstown és un centre comercial per a la indústria agroalimentària de l'illa i port d'entrada de turistes. La ciutat es troba dins de la parròquia de Saint George, a l'angle sud-oest de Saint Vincent.
La ciutat està envoltada de forts turons.

## Història

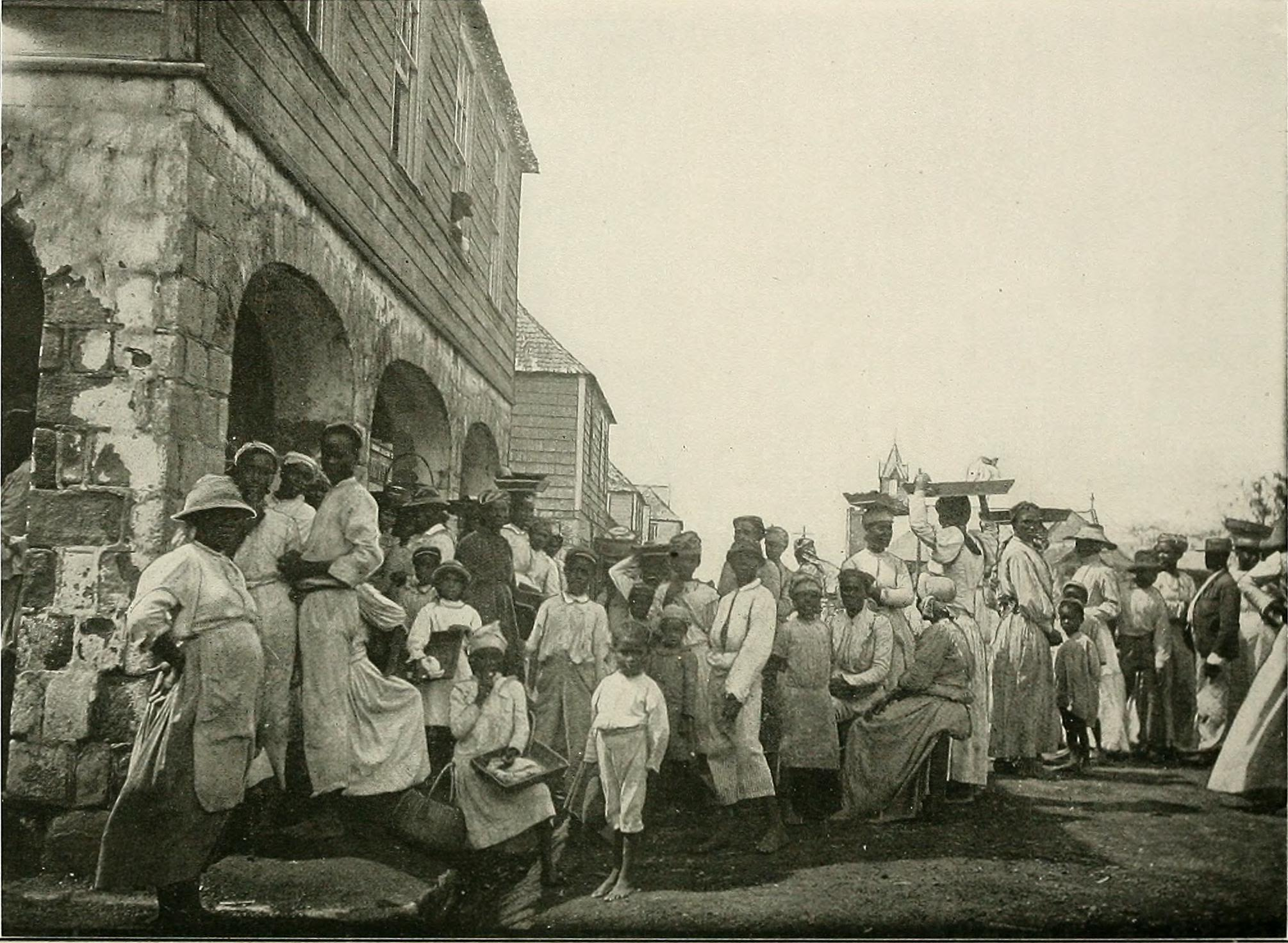
Kingstown, ca. 1902

Malgrat que Cristòfor Colom va explorar Saint Vincent i les illes pròximes en 1498, la resistència que van oferir els pobles caribes nadius va impedir que els europeus s'assentessin permanentment fins a 1719.
La ciutat va ser fundada pels colons francesos poc després del 1722. Poc després dels primers assentaments francesos, va començar el cultiu de la canya de sucre. Això va portar l'arribada de milers d'africans a l'illa, que aviat es van convertir en els habitants majoritaris de Kingstown. Igual que els francesos, els britànics van fer servir mà d'obra esclava procedent d'Àfrica per a treballar en les plantacions de sucre, cafè, tabac, cotó o cafè, fins que el Parlament Britànic va abolir l'esclavitud a l'Imperi el 1833. A la dècada de 1840 els britànics van portar treballadors portuguesos, i més persones de les Índies Orientals van arribar entre 1861 i 1888. Així i tot, l'economia de les plantacions es va reduir, per la qual cosa els terratinents van acabar per abandonar les seves terres i van deixar que els africans alliberats les conreessin. Uns altres es van convertir en artesans i obrers a Kingstown al costat dels descendents dels portuguesos i indis. El jardí botànic de la ciutat, concebut el 1765, és un dels més antics de l'hemisferi occidental. William Bligh, que es va fer famós pel Motí del Bounty, va portar aquí llavors i per a plantar-hi l'arbre del pa cap a 1793.
El 1779 els britànics van conquerir l'illa, a causa del Tractat de París de 1763 —resultat del final de la Guerra dels Set Anys.
El 24 de gener de 1793 William Bligh, conegut pel motí del Bounty, va atracar amb l'HMS Providence al port de la ciutat i va portar les primeres llavors de l'arbre de la fruita del pa a l'illa, entre altres plantes.
El fort Charlotte, que es troba als turons de Berkshire, a l'oest de la ciutat, fou construït el 1806 en un turó sobre la badia i a 180 m a la vora de la badia i rep el nom de l'esposa del rei Jordi III d’Anglaterra. En el seu apogeu, el fort va arribar a allotjar 600 soldats i desplegar 34 peces d'artilleria. Va ser la principal fortalesa de Sant Vicent i les Granadines a principis del segle xix i va servir per protegir el port.

## Geografia
És al sud-oest de les illes de Saint Vincent i les Grenadines, limitant amb la mar Carib. Kingstown es va desenvolupar sobre zones costaneres estretes i baixes, que són vulnerables a desastres naturals. El creixement de les àrees urbanes augmenta la pressió sobre la ciutat, que pateix inundacions periòdiques i congestió del trànsit.

## Demografia
| 12 maig 1980 | 12 maig 1991 | 12 juny 2001 | 2012   | 12 juny 2012 |
| 16.532       | 15.670       | 13.857       | 12.909 | 12.909       |

D'acord amb els diferents censos del país, la població de Kingstown —excloent les zones suburbanes— va arribar a 16.532 habitants el 1980, 15.670 el 1991, 13.857 El 2001 i 12.909 El 2012. Igualment, l'aglomeració de la ciutat arribava als 26.721 habitants. D'aquest total, 18.756 persones eren descendents d'africans, per la qual cosa van constituir el major grup ètnic de la capital. També hi havia habitants d'origen europeu (principalment britànics i portuguesos), indi, o indígena, entre d'altres.

## Clima
El clima és càlid, amb una estació seca, que va de novembre a abril i una estació plujosa, que va d'abril a novembre.
| Paràmetres climàtics mitjans de Kingstown                                                | Paràmetres climàtics mitjans de Kingstown | Paràmetres climàtics mitjans de Kingstown | Paràmetres climàtics mitjans de Kingstown | Paràmetres climàtics mitjans de Kingstown | Paràmetres climàtics mitjans de Kingstown | Paràmetres climàtics mitjans de Kingstown | Paràmetres climàtics mitjans de Kingstown | Paràmetres climàtics mitjans de Kingstown | Paràmetres climàtics mitjans de Kingstown | Paràmetres climàtics mitjans de Kingstown | Paràmetres climàtics mitjans de Kingstown | Paràmetres climàtics mitjans de Kingstown | Paràmetres climàtics mitjans de Kingstown |
| Mes                                                                                      | Gen.                                      | Feb.                                      | Mar.                                      | Abr.                                      | Mai.                                      | Jun.                                      | Jul.                                      | Ago.                                      | Set.                                      | Oct.                                      | Nov.                                      | Des.                                      | Anual                                     |
| ---------------------------------------------------------------------------------------- | ----------------------------------------- | ----------------------------------------- | ----------------------------------------- | ----------------------------------------- | ----------------------------------------- | ----------------------------------------- | ----------------------------------------- | ----------------------------------------- | ----------------------------------------- | ----------------------------------------- | ----------------------------------------- | ----------------------------------------- | ----------------------------------------- |
| Temperatura diària màxima °C (°F)                                                        | 29 (84,2)                                 | 29 (84,2)                                 | 30 (86)                                   | 30 (86)                                   | 31 (87,8)                                 | 31 (87,8)                                 | 31 (87,8)                                 | 31 (87,8)                                 | 32 (89,6)                                 | 31 (87,8)                                 | 31 (87,8)                                 | 30 (86)                                   | 30,5 (86,9)                               |
| Temperatura diària mínima °C (°F)                                                        | 24 (75,2)                                 | 24 (75,2)                                 | 24 (75,2)                                 | 25 (77)                                   | 26 (78,8)                                 | 26 (78,8)                                 | 26 (78,8)                                 | 26 (78,8)                                 | 26 (78,8)                                 | 25 (77)                                   | 25 (77)                                   | 25 (77)                                   | 25,2 (77,4)                               |
| Precipitació total mm (polzades)                                                         | 121,4 (4,8)                               | 95,9 (3,8)                                | 89,7 (3,5)                                | 106,6 (4,2)                               | 106,9 (4,2)                               | 166,2 (6,5)                               | 188,8 (7,4)                               | 199,1 (7,8)                               | 160,7 (6,3)                               | 212,1 (8,4)                               | 197,8 (7,8)                               | 138,6 (5,5)                               | 1.783,8 (70,2)                            |
| Font: https://www.timeanddate.com/weather/saint-vincent-and-grenadines/kingstown/climate |                                           |                                           |                                           |                                           |                                           |                                           |                                           |                                           |                                           |                                           |                                           |                                           |                                           |

## Economia
A Kingstown s'embarquen els productes de la regió per a exportació, com bananes, marantes o maranta arundinacea, cocos i cotó. Amb el desenvolupament de la indústria turística i de l'exportació de producte agrícoles es va començar a millorar de manera conjunta les connexions de la ciutat en l'àmbit aeri i marítim. D'aquesta manera, a principis del segle xxi es van construir ports per a ferris i embarcacions de càrrega de mercaderies. La capital acull un campus de la universitat de les Índies Occidentals.
El desembre de 2019, les autoritats locals van arribar a un acord amb diferents institucions financeres per a un projecte de modernització de la infraestructura portuària a gran escala. Es tractava de reemplaçar el port antic de Kingstown construït a la fi del segle xx. El 2019 van començar a reassentar els residents, majoritàriamnet famílies de baixos ingressos. No obstant això, les obres es van retardar-se per mor de la pandèmia de COVID-19 i les erupcions volcàniques de 2021. La construcció va començar a mitjan 2022 i es va estimar que acabaria el 2025. El projecte ofereix diversos beneficis, com enfortir les estructures davant desastres naturals, agumentar la capacitat i l'eficiència del transport marítim, reduir els costos de transport més pròxim de les empreses importadores.

## Cultura

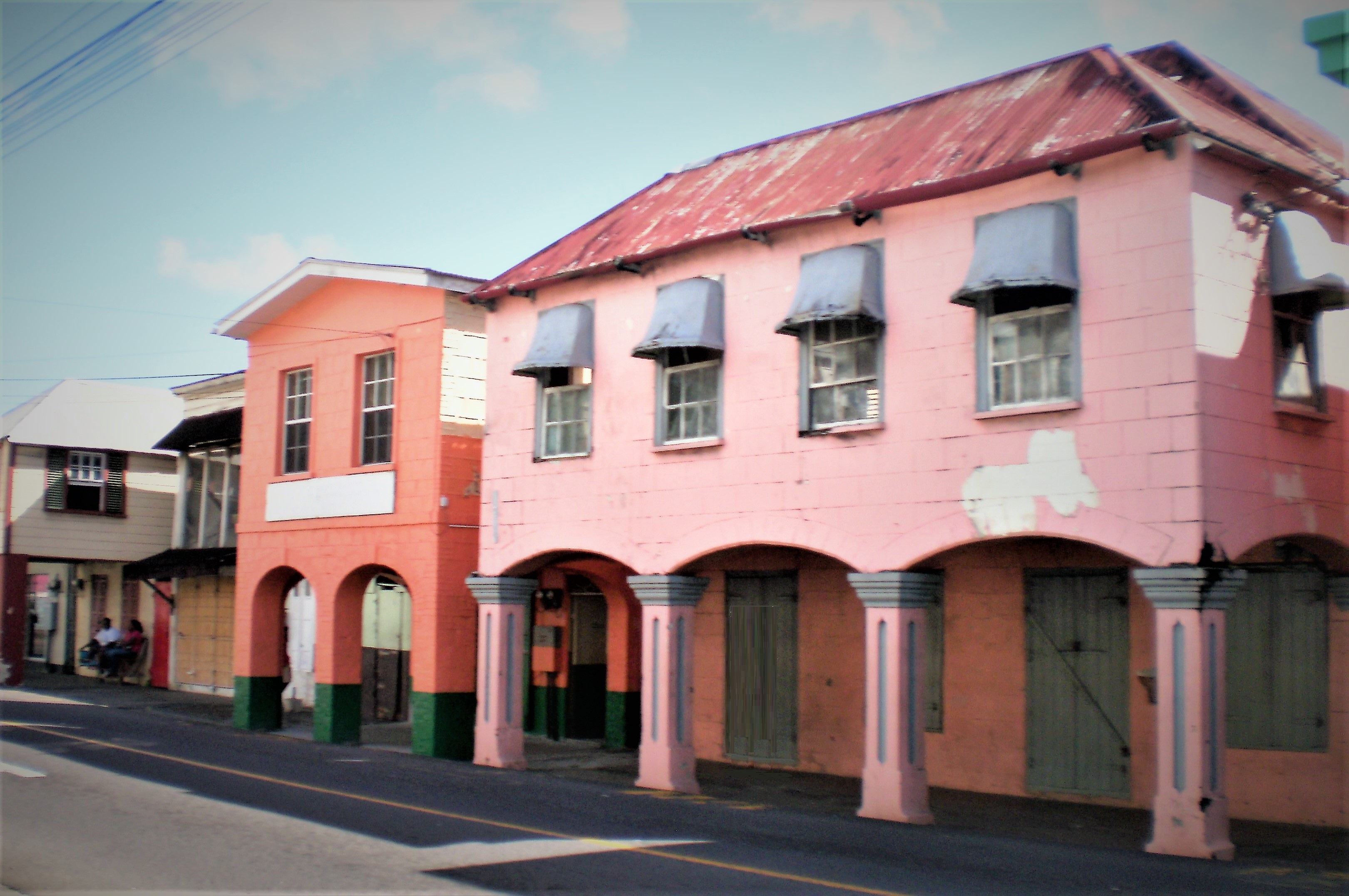
Arquitectura en arcs (Kingstown).

A la ciutat es va fundar la primera biblioteca de caràcter públic del país. La idea va sorgir el 9 de març de 1883 i es va implementar l'1 d'abril del mateix any, però malgrat ser «gratuïta» requeria d'una subscripció. En els seus inicis, la biblioteca pública es trobava en la plaça Market i estava a càrrec de la Junta Municipal de Kingstown. El 1899 es va plantejar la construcció d'un edifici per a albergar la institució, però el projecte es va rebutjar per falta de fons. Després de sol·licitar fons per a un edifici permanent, el gener de 1907 amb un finançament de dos mil lliures es van iniciar les obres de l'actual edifici Carnegie.
Malgrat la contribució de Carnegie, els fons disponibles encara van resultar insuficients per a acabar l'edifici. Finalment va poder finalitzar-se el 1909. L'edifici consisteix en una estructura de dues plantes; el pis superior destinat com a sala de conferències i per a l'ús d'activitats culturals, mentre que la planta baixa alberga a la biblioteca. Encara que una ordenança aprovada el 1908 exigís que els serveis de la biblioteca pública fossin gratuïts, encara es cobrava una subscripció en l'època.
El carnestoltes és el principal esdeveniment cultural de Kingstown. El festival Nine Mornings se celebra a la ciutat els nou matins anteriors a Nadal. Tradicionalment, consistia en desfilades en hores primerenques del matí, acompanyats de nadales, carreres de bicicletes i altres festivitats. En l'actualitat l'esdeveniment se centra en concerts de carrer durant les primeres hores del matí.

### Arquitectura

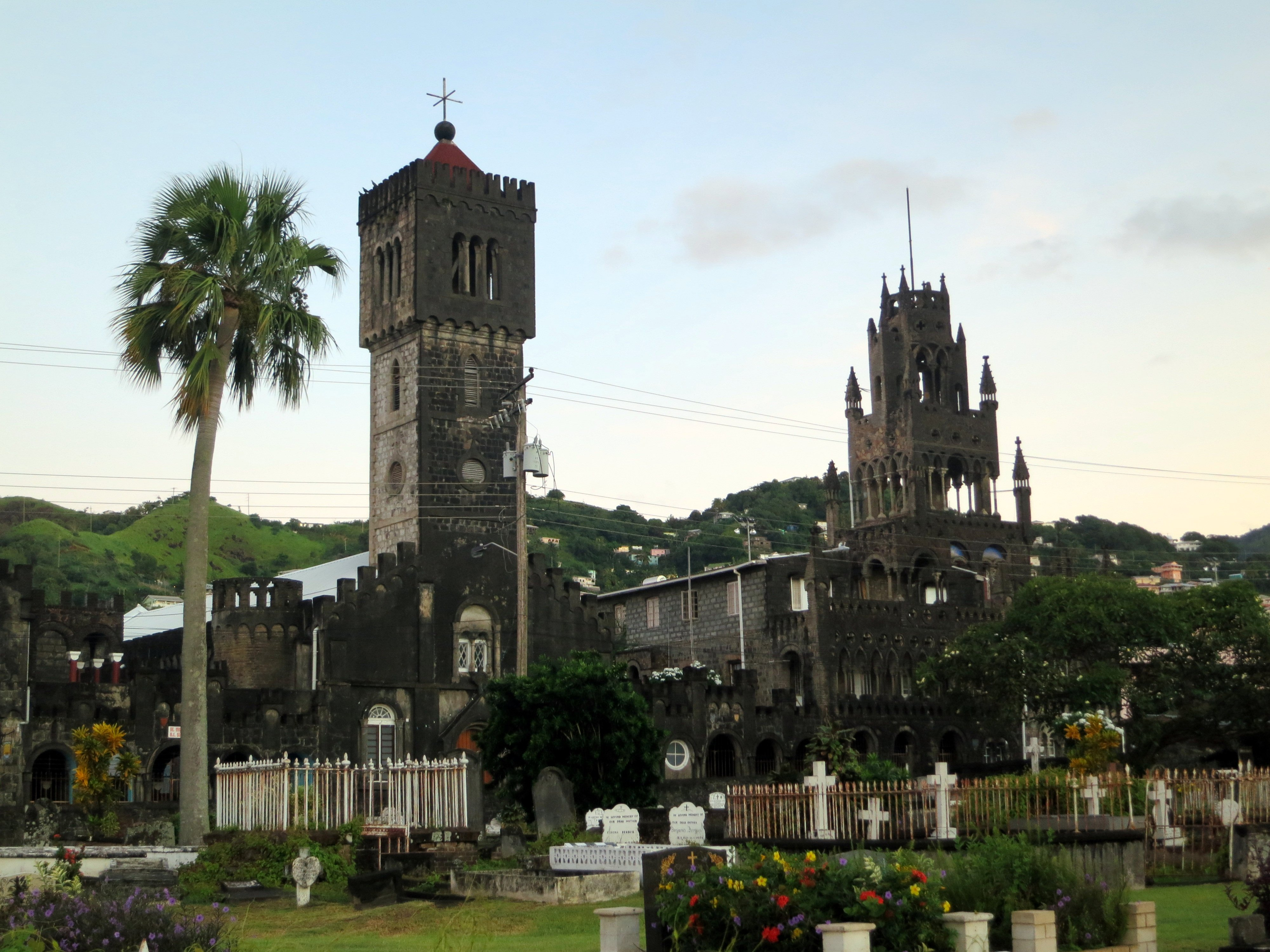
La catedral de l'Asunción, amb la torre Madonna en el flanc esquerre.

Kingstown és coneguda per la seva arquitectura basada en arcs en un estil influenciat per l'estil colonial francesa i britànica. La ciutat alberga uns quants edificis notables, com el Palau de Justícia, que està construït en pedra. Les seves parets, formades per maçoneria petita i de grandària irregular, presenta cantonades i finestres envoltades per pedra ressaltada en color crema, en contrast amb el to grisenc de la resta del conjunt. Quant a l'arquitectura religiosa destaca la catedral de l'Asunción, al costat de la torre Madonna de l'edifici adjacent. Totes dues façanes reflecteixen una combinació d'estils àrab, georgià i romànic. Un altre edifici històric notable és el fort Charlotte.

## Transport

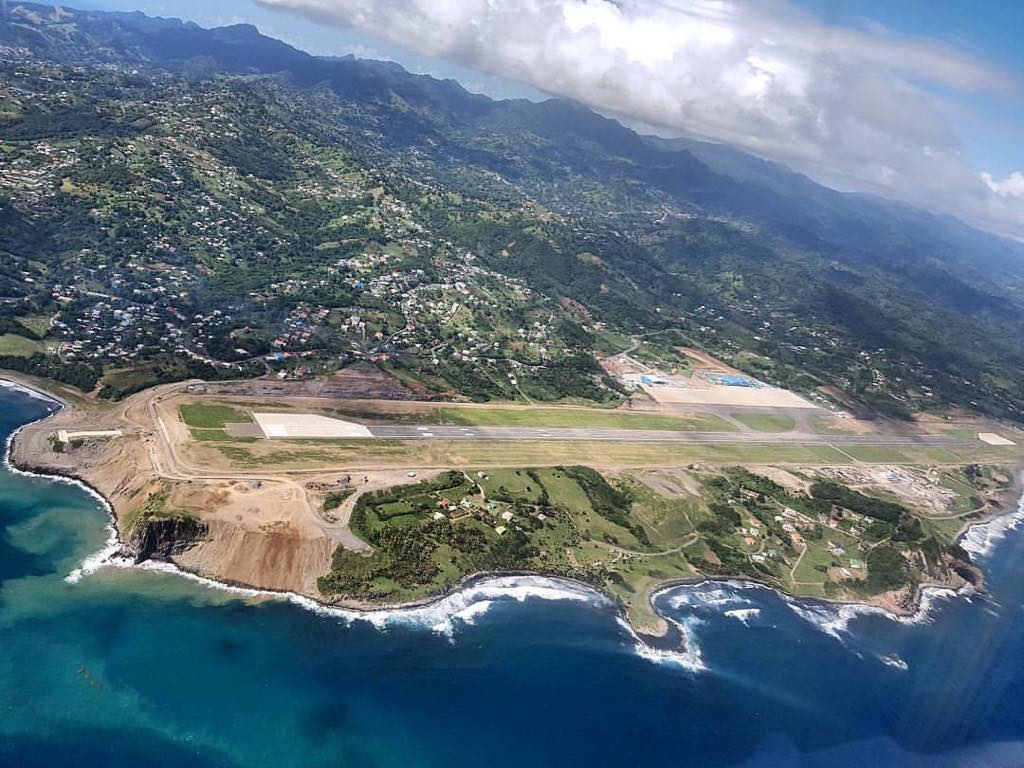
Vista aèria de l'aeroport de Argyle.

A uns 8 km de la capital hi ha l'Aeroport Internacional de Argyle, l'únic d'aquest tipus al país. Es va construir entre juliol de 2008 i febrer de 2017. Aquest connecta de manera directa amb els Estats Units, el Canadà, països del Carib, Sud-amèrica i Europa. L'aeroport té una pista de 2743 m de llarg i 45 d'ample, que pot donar servei a avions de gran grandària.
Quant al transport terrestre, és comú l'ús de taxis i autobusos. Són característics de la ciutat i l'illa autobusos pintats de manera acolorida. Les carreteres es van millorar a principi del segle xxi i van ajudar a delmar la congestió a la capital gràcies a l'encreuament de Sion Hill i l'autopista Leeward, que discorre 40 km cap al nord, per la costa oest de l'illa de Saint Vincent.
Ciutat costanera, Kingstown també té un servei de transbordadors que l'enllacen amb la veïna illa de Bequia. Posseeix un port d'aigües profundes, així com un moll per a creuers.

## Llocs d'interès
- El jardí botànic de Saint Vincent, de vuit hectàrees fou inaugurat el 1765[26] i és el més antic de les Petites Antilles.[27]
- La catedral anglicana de Sant Jordi data de principi del segle xix. La catedral catòlica de Santa Maria es va construir el 1935.
- Al nord de Kingstown, a la costa oest, es van filmar parts de la pel·lícula Pirates del Carib a la badia de Wallilabou, prop de l'assentament de Barrouallie.[28]  A la badia encara es conserven restes dels edificis creats per a la producció del film.
- Fort Duvernette i Young Island, a l'oest de la Llacuna Blava
- El Fort Charlotte, que porta el nom de Carlota de Mecklenburg-Strelitz, reina d'Anglaterra, és una fortalesa que va ser construïda pels britànics el 1806 en un penya-segat de gairebé 200 metres d'altura.[29]